# 前田邦宏
前田 邦宏（まえだ くにひろ、1990年11月20日 - ）は、日本の男性声優。高知県出身。

## 人物
アミューズメントメディア総合学院卒業。
かつては青二プロダクション（ジュニア）に所属していた。
方言は土佐弁。
趣味は漫画漁り、散歩。特技はハンドボール。

## 出演

### テレビアニメ
2012年
- イクシオン サーガ DT（ドゥヴァン・ダ、シコデリオ、アグアヨ、ソリタリオ、ベラスコ 他）
- 聖闘士星矢Ω（ラーニョC、パラサイト〈雑兵〉、鋼鉄聖闘士、サターン兵）※前田邦彦と表記
- 戦国コレクション（不良）
- ソードアート・オンライン（サラマンダー）
- ONE PIECE（魚人、兵士、魚人兵、参加者、客）

2013年
- アイカツ!（放送作家）
- 蒼き鋼のアルペジオ -アルス・ノヴァ-（兵B）
- カーニヴァル（暴徒、手下）
- 境界の彼方（店員、秋人の友人）
- 世界でいちばん強くなりたい!（AD）
- ソードアート・オンライン Extra Edition（サラマンダー）
- 這いよれ! ニャル子さんW（男性兵士）
- 魔界王子 devils and realist（下級生A）
- 勇者になれなかった俺はしぶしぶ就職を決意しました。（ホスト販売員）
- リトルバスターズ!（バスケ部キャプテン）

2014年
- 暴れん坊力士!!松太郎（鈴木）
- のうりん（生徒）
- ハマトラ（犯人）
- pupa（三井、所員C、医師C）
- まじっく快斗1412
- 未確認で進行形（数学教師）

### 劇場アニメ
2012年
- ねらわれた学園（野々村しょうた）

2013年
- 劇場版 魔法少女まどか☆マギカ [新編] 叛逆の物語（男子生徒）

### ゲーム
2011年
- スト☆マニ〜strobe☆Mania〜（男子生徒）

2012年
- オール仮面ライダー ライダージェネレーション2（仮面ライダーレンゲル）

2013年
- テイルズ オブ ハーツ R
- ワンピース 海賊無双2（衛兵）
- マブラヴ オルタネイティヴ トータル・イクリプス

2014年
- あやかしごはん（ラリー）
- スーパーヒーロージェネレーション（ルナ・ドーパント）

2018年
- FATAL TWELVE（アラン・スコーピオン）

### 吹き替え
- エンダーのゲーム（取り巻き1）
- クリミナル・マインド7 FBI行動分析課
- ゾーンA（リュカ）

### 映画
- 神☆ヴォイス（リーゼント）

### 舞台
- GO!GO!Dreamers!（佐藤俊夫〈リーゼント〉）